# Titanit

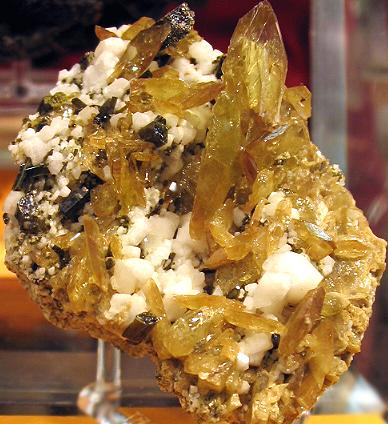
Titán kristályok.

A titanit (kalcium-titánszilikát, ritkábban használt nevén: szfén) titántartalmú monoklin kristályrendszerű ásvány. A nezoszilikátok ásványegyüttese közé tartozik. Ék alakúan prizmás vagy lemezes, lapos kristályokban fordulnak elő. Megtalálható aprószemű rombos kristályokban is. Gyakori szennyeződése: alumínium (Al), vas (Fe) és a fluor (F), ritkábban a cérium (Ce) és az itterbium (Yb) melyek mennyisége az ásvány tömegének 8%-át is elérhetik. A titanitot ékszerkőnek is használják, a szennyezések miatt sok színváltozatban előfordul. Fontos titánércásvány.

## Kémiai és fizikai tulajdonságai.
- Képlete: CaTi(SiO5)
- Szimmetriája: az egyhajlású (monoklin) rendszerben középpontos és tükör szimmetriája van.
- Sűrűsége: 3,5 g/cm³.
- Keménysége: 5,0–6,0 kemény ásvány (a Mohs-féle keménységi skála szerint).
- Hasadása: hasadási készsége közepes.
- Törése: kagylós.
- Színe: sárga, barna, szürke, zöld vagy vörös, fekete változata is van, színe egyes kristályokon belül is változik.
- Fénye: kristályai gyémánt- vagy gyantafényűek.
- Átlátszósága: áttetsző.
- Pora:  színtelen, fehér.
- Elméleti titánoxid-tartalma:  40,8%.
- Elméleti titánfém-tartalma:  24,4%.

## Keletkezése.
Járulékos kőzetalkotó ásvány. Magmás keletkezése a gyakoribb, de metamorf kőzetekben, pegmatitokban szépen kifejlődött kristályai is előfordulnak. Folyótorkolatok homoktorlataiban is kiülepedhet. 
Hasonló ásványok: axanit.

## Előfordulásai.

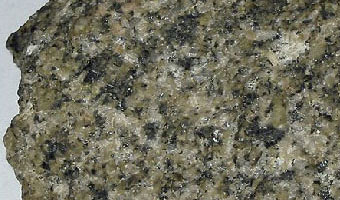
Hintett titanit gránitban.

Svájcban az Alpok között több helyen megtalálható. Ausztria területén Hohbachtal környékén és Tirolban Zillertalban. Oroszországban a Kola-félszigeten van tömeges előfordulása. Románia területén Erdélyben Ditró környékén bányászták. Norvégiában Arendal közelében, az Amerikai Egyesült Államok területén New Jersey szövetségi államban és New Yorkban. Olaszországban a Vezúv környékén rózsaszín példányait is találták.

## Előfordulásai Magyarországon.
Erdősmecske biotitos gránit előfordulásában. A Velencei-hegységben gránit magmatizmussal összefüggésben több helyen található. A hazai bauxit előfordulásokban törmelékes formában több helyen is kimutatták.
Gánton hematittal, míg Szarvaskő környékén magnetit társaságában kimutatható a titanit.

## Kísérő ásványok.
Kvarc, rutil, klorit, magnetit.